# Роберт из Эйвсбери

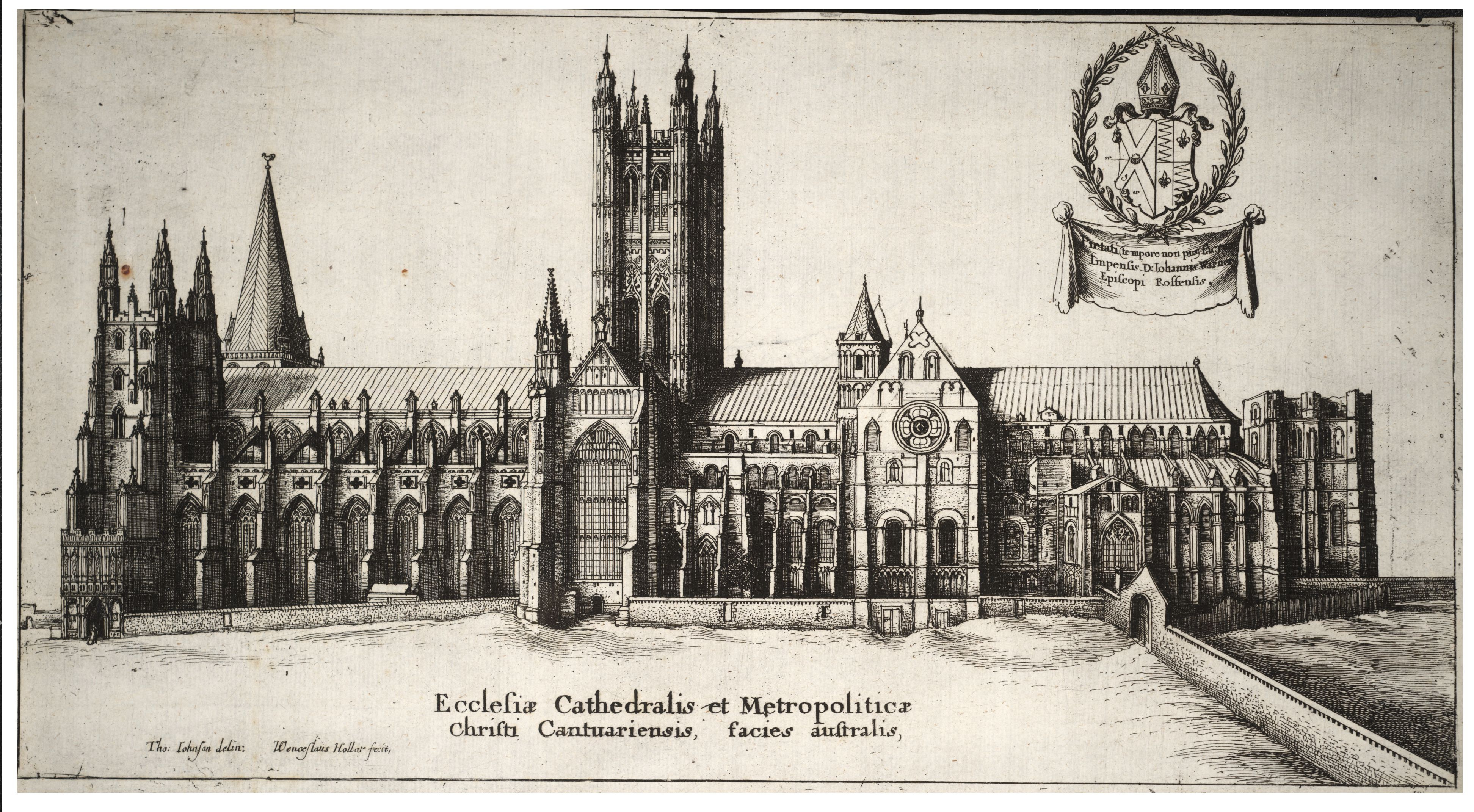
Кентерберийский собор. Гравюра Вацлава Холлара (1643—1644)

Роберт из Эйвсбери (англ. Robert of Avesbury, лат. Robertus de Avesberia или Robertus Cantuariensis; ум. 1359 или 1360) — английский историк и хронист, секретарь архиепископа Кентерберийского, один из летописцев начального периода Столетней войны.

## Биография

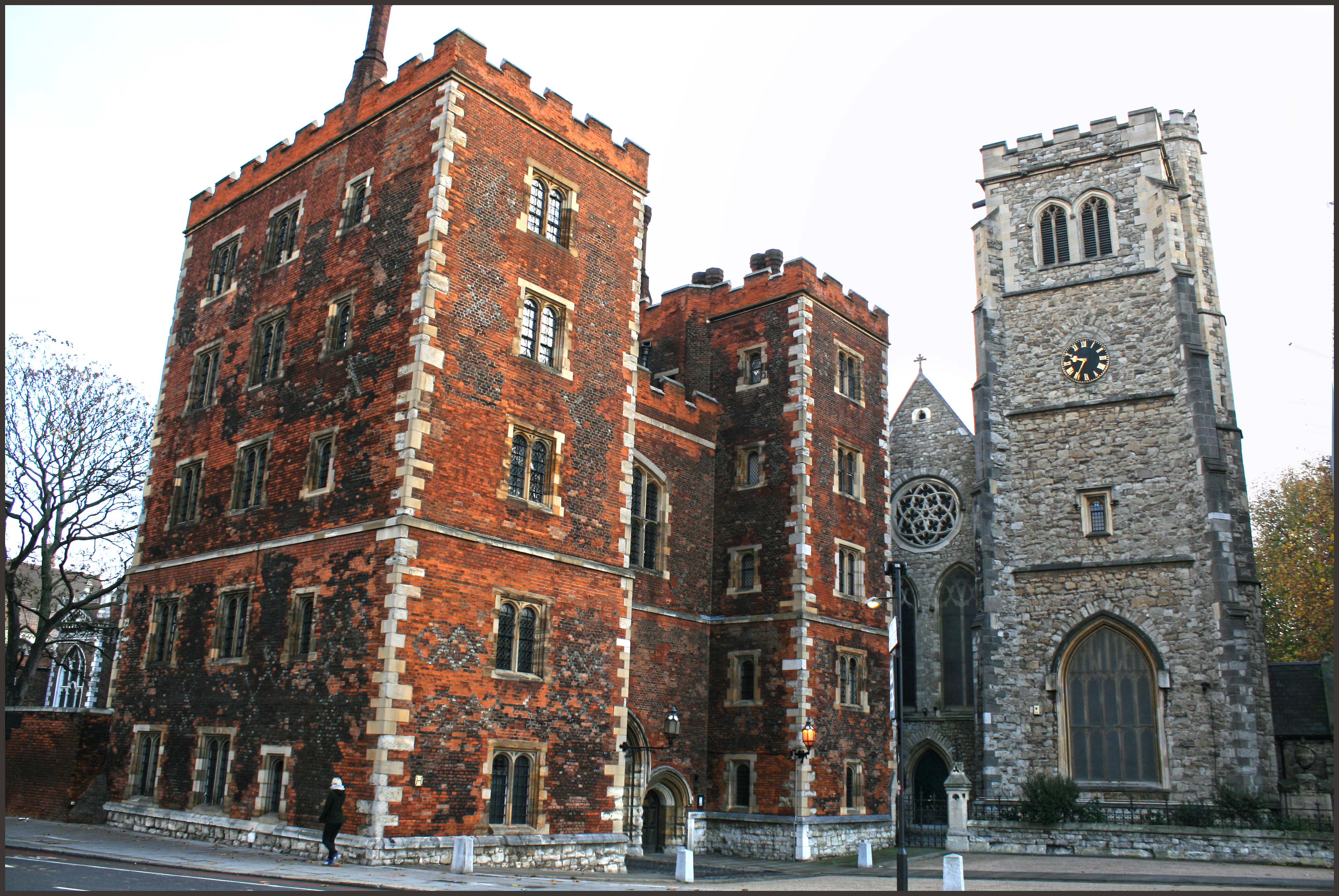
Ламбетский дворец в Лондоне — резиденция архиепископов Кентерберийских

Биографические сведения практически отсутствуют, неизвестны ни дата, ни место рождения, не установлено происхождение. Возможно, был выходцем из Эйвбери в Уилтшире, или другой исчезнувшей позже деревни с похожим названием.
В заглавии своей хроники называет себя «хранителем регистров Кентерберийского двора» (англ. Keeper of the Registry of the Court of Canterbury). Предположительно окончил Оксфордский университет и служил секретарём архиепископа Кентерберийского Саймона Ислипа (1349—1366), исполняя также обязанности хранителя архива резиденции последнего на месте Ламбетского дворца в Лондоне. 
В своём завещании, составленном 27 января 1359 года и зарегистрированном в документах Лондонского окружного суда 10 февраля 1359 года, упоминает покойную жену Милисент и сыновей от неё — Джона и Уильяма.

## Сочинения
Основной исторический труд Роберта из Эйвсбери «Об удивительных деяниях короля Эдуарда III» (лат. Historia de Mirabilibus Gestis Edvardi III), составленный на латыни и охватывающий события 1308—1356 годов, посвящён главным образом военной истории. Основное внимание в нём уделяется не столько политическим, гражданским и церковным событиям в самой Англии, сколько походам и сражениям королевских войск во Франции в ранний, т. н. «Эдвардианский», период Столетней войны. Континентальные войны с 1339 по 1356 год занимают 9/10 повествования; при этом события правления Эдуарда II и войны с Шотландией описываются весьма поверхностно, за исключением битвы при Невиллс-Кроссе (1346). 
Приводя «по древним хроникам» обзор англо-шотландских отношений со времён легендарного Брута Троянского до коронации Роберта Брюса, хронист убедительно обосновывает «исторические права» английских монархов на шотландскую корону. Подробно описывая военную кампанию Эдуарда III в Нормандии 1356 года и битву при Пуатье, он приводит деяния самого короля-полководца в качестве примеров рыцарской доблести. Из других сообщений интерес представляют рассказы о парламентском кризисе 1341 года и конфликте между королём и архиепископом Кентерберийским Джоном Стрэтфордом, о столкновениях студентов в 1355 году с жителями Оксфорда, а также описания эпидемии «чёрной смерти» и движения флагеллантов в Англии середины XIV века.
Хотя Роберт не столько серьёзный историк, сколько компилятор, некритически воспринимающий свои источники, его сочинение представляет определённую ценность, поскольку включает подлинные отчёты о военных действиях и письма, в том числе принадлежащие перу епископа Лондонского Майкла Нортбура (1354—1361), сопровождавшего короля Эдуарда III в битве при Креси (1346).
Возможно, имел также доступ к архиву собора Св. Павла в Лондоне.

## Рукописи и издания
Известны три рукописи хроники Роберта из Эйвсбери: одна под шифром MS 200 из собрания Харли Британского музея, другая под номером Douce MS 12 — из Бодлианской библиотеки Оксфордского университета, третья под шифром MS R 5. 32 — из собрания Тринити-колледжа Кембриджского университета. Из них первая является архетипом, а две остальные — более поздними списками.
Хроника Роберта из Эйвсбери впервые издана была в 1720 году в Оксфорде антикварием Томасом Хирном. Повторное издание под редакцией известного источниковеда и палеографа сэра Эдварда Монда Томпсона, вместе с летописью Адама Муримута, вышло в 1889 году в 93 томе серии Rolls Series.